# Amailloux
Amailloux település Franciaországban, Deux-Sèvres megyében. Lakosainak száma 824 fő (2022. január 1.). Amailloux Lageon, Adilly, Châtillon-sur-Thouet, Chiché, Clessé, Maisontiers, Saint-Germain-de-Longue-Chaume és Viennay községekkel határos.

## Népesség
A település népességének változása:
| Lakosok száma | 867  | 842  | 835  | 827  | 822  | 822  | 822  | 823  | 824  |
|               | 2013 | 2015 | 2016 | 2017 | 2018 | 2019 | 2020 | 2021 | 2022 |